# Jordi Mollà
Jordi Mollà Perales (L'Hospitalet de Llobregat, 1 juli 1968) is een Spaanse acteur, filmmaker, schrijver en artiest uit Catalonië.

## Filmografie

### Als acteur
Uitgezonderd korte films en televisiefilms.
| Filmografie als acteur |                                                            |
| Jaar                   | Titel                                                      |
| 1992                   | Jamón Jamón                                                |
| 1992                   | Shooting Elizabeth                                         |
| 1994                   | Historias de la puta mili                                  |
| 1994                   | Mi hermano del alma                                        |
| 1994                   | Alegre ma non troppo                                       |
| 1994                   | Todo es mentira                                            |
| 1994                   | Le fusil de bois                                           |
| 1995                   | Los hombres siempre mienten                                |
| 1995                   | Historias del Kronen                                       |
| 1995                   | La flor de mi secreto                                      |
| 1996                   | Perdona bonita, pero Lucas me quería a mí                  |
| 1996                   | La Celestina                                               |
| 1997                   | La cible                                                   |
| 1997                   | La buena estrella                                          |
| 1998                   | Los años bárbaros                                          |
| 1998                   | El pianista                                                |
| 1999                   | Volavérunt                                                 |
| 1999                   | Nadie conoce a nadie                                       |
| 1999                   | Segunda piel                                               |
| 2001                   | Blow                                                       |
| 2001                   | Son de mar                                                 |
| 2002                   | No somos nadie                                             |
| 2003                   | The Tulse Luper Suitcases, Part 1: The Moab Story          |
| 2003                   | Bad Boys II                                                |
| 2003                   | The Tulse Luper Suitcases: Antwerp                         |
| 2004                   | The Tulse Luper Suitcases, Part 2: Vaux to the Sea         |
| 2004                   | The Alamo                                                  |
| 2004                   | The Tulse Luper Suitcases, Part 3: From Sark to the Finish |
| 2005                   | Ausentes                                                   |
| 2005                   | A Life in Suitcases                                        |
| 2006                   | Antonio guerriero di Dio                                   |
| 2006                   | Il mercante di pietre                                      |
| 2006                   | GAL                                                        |
| 2007                   | Cinemart                                                   |
| 2007                   | Caravaggio                                                 |
| 2007                   | Elizabeth: The Golden Age                                  |
| 2007                   | Sultanes del Sur                                           |
| 2008                   | Che: Part Two                                              |
| 2008                   | Inconceivable                                              |
| 2008                   | La conjura de El Escorial                                  |
| 2009                   | El cónsul de Sodoma                                        |
| 2009                   | Ce n'è per tutti                                           |
| 2010                   | The Making of Plus One                                     |
| 2010                   | Zenitram                                                   |
| 2010                   | Knight and Day                                             |
| 2010                   | Inhale                                                     |
| 2010                   | Bunraku                                                    |
| 2011                   | There Be Dragons                                           |
| 2011                   | Colombiana                                                 |
| 2012                   | 100 metri dal Paradiso                                     |
| 2012                   | Una pistola en cada mano                                   |
| 2013                   | Riddick                                                    |
| 2015                   | Latin Lover                                                |
| 2015                   | Ant-Man                                                    |
| 2015                   | In the Heart of the Sea                                    |
| 2016                   | Criminal                                                   |
| 2016                   | Sundown                                                    |
| 2016                   | Term Life                                                  |
| 2016                   | The Man Who Was Thursday                                   |
| 2016                   | Treintona, Soltera y Fantástica                            |
| 2016                   | Quel bravo ragazzo                                         |
| 2016                   | Prigioniero Della Mia Liberta                              |
| 2017                   | La musica del silenzio                                     |
| 2017                   | Operación Concha                                           |
| 2017                   | Agadah                                                     |
| 2017                   | Niente di serio                                            |
| 2018                   | Posledniy chelovek iz Atlantidy                            |
| 2018                   | The Man Who Killed Don Quixote                             |
| 2018                   | Ibiza                                                      |
| 2018                   | Speed Kills                                                |

### Als schrijver
- 1993 - Walter Peralta
- 1995 - No me importaría irme contigo
- 2002 - God Is on Air
- 2007 - Cinemart
- 2008 - Inconceivable
- 2011 - 88

### Als regisseur
- 1993 - Walter Peralta
- 1995 - No me importaría irme contigo
- 2002 - God Is on Air
- 2007 - Cinemart
- 2011 - 88

- Biblioteca Nacional de España: XX1726919
- Bibliothèque nationale de France: cb14207842w (data)
- Catàleg d'autoritats de noms i títols de Catalunya: 981058519689106706
- Gemeinsame Normdatei: 139351760
- International Standard Name Identifier: 0000 0001 1441 3680
- Library of Congress Control Number: nr99011615
- Nationale Bibliotheek van Tsjechië: xx0227488
- Nationale Bibliotheek van Israël: 987007391810005171
- Nederlandse Thesaurus van Auteursnamen: 26947918X
- Système universitaire de documentation: 093833342
- Virtual International Authority File: 34376343
- WorldCat: E39PBJy8vqpvdCR9Fg7GVcvJXd